# سرویوس ۲۱۳۱۱
سیارک ۲۱۳۱۱ (به انگلیسی: 21311 Servius، نامگذاری:1996XC9) بیست و یک هزار و سیصد و یازدهمین سیارک کشف شده‌است که در ۴ دسامبر ۱۹۹۶ کشف شد.
قدر مطلق سیارک برابر ۱۱.۷ است.